# گاردن سیتی (کلرادو)
گاردن سیتی (به انگلیسی: Garden City) شهری در ایالت کلرادو کشور ایالات متحده آمریکا است که جمعیت آن در سرشماری سال ۲۰۱۰ میلادی، ۲۳۴ نفر بوده‌است.